# 가와무라 다케지
가와무라 다케지(일본어: 川村竹治, 1871년 9월 1일(메이지 4년 음력 7월 17일) ~ 1955년(쇼와 30년) 9월 8일)는 일본 제국의 관료이자 정치인이다. 와카야마 현지사, 가가와 현지사, 아오모리 현지사, 내무차관, 대만 총독, 귀족원 의원, 남만주철도 사장, 사법대신 등을 역임하였다.
| 전임 가미야마 만노신 | 제12대 대만 총독 1928년 ~ 1929년 | 후임 이시즈카 에이조 |